# فريق ألباين اف 1
فريق ألباين اف 1 (بالإنجليزية: Alpine F1 Team)‏ وهو فريق في سباقات الفورمولا واحد. كان يُعرف سابقًا باسم فريق رينو اف 1 والمملوك لشركة السيارات الفرنسية رينو، وتغير اسم الفريق في عام 2021 بهدف ترويج علامة ألباين التجارية الخاصة بالسيارات الرياضية، مع استمرار عمله كفريق يتبع لشركة رينو. يقع مقر إدارة الفريق في إنستون في أكسفوردشير، فيما جانب تطوير المحرك يقع في جنوب مدينة باريس في فرنسا. شارك الفريق لأول مرة في السباقات بالاسم الجديد في بطولة العالم للفورمولا 1 لعام 2021.

## نبذة تاريخية
للفريق تاريخ طويل حيث شارك لأول مرة في الفورمولا 1 في عام 1981 باسم توليمان،  عندما كان مقر الفريق في ويتني بإنجلترا. تمت إعادة تسميته والمنافسة باسم فريق بينيتون في عام 1986 بعد قيام مجموعة بينيتون بشرائه. فاز ببطولة الصانعين عام 1995 وفاز سائقها مايكل شوماخر ببطولتين للسائقين في عامي 1994 و 1995. بحلول موسم 2000 اشترت رينو الفريق (لأول مرة)، وبحلول موسم 2002 تم تغيير اسمه إلى فريق رينو للفورمولا 1. فازت رينو ببطولة الصانعين عامي 2005 و 2006 وفاز سائقها فرناندو ألونسو ببطولة السائقين في نفس العامين. وفي عام 2011 تغير اسم الفريق إلى لوتس رينو جي بي بعد دخول لوتس كراع للفريق. وبحلول عام 2012 كان اسم الفريق هو فريق لوتس اف 1 حتى نهاية عام 2015، استحوذت رينو على الفريق للمرة الثانية، وأعادت تسميته إلى فريق رينو سبورت فورمولا 1. وتسابق الفريق باسم «رينو» مرة أخرى من 2016 واستمر على هذا النحو حتى نهاية موسم 2020. يعمل الفريق في منشأة تبلغ مساحتها 17000 متر مربع (180 ألف قدم مربع) على موقع بمساحة 17 فدانًا في إنستون.

## وصلات خارجية
- الموقع الرسمي